# Nobody I know
Nobody I know is een single van Peter & Gordon. Het was na A world without love opnieuw een nummer van John Lennon en Paul McCartney, dat de heren vastlegden. Lennon en McCartney vonden A World without love niet goed genoeg voor The Beatles, Nobody I Know is specifiek voor Peter & Gorden geschreven. Het nummer werd opgenomen in de Abbey Road Studio. Het nummer kwam niet voor op hun tweede album In touch with Peter & Gordon in de Europese variant. Het kwam echter wel voor op hun Amerikaanse album I don’t want to see you again.
De B-kant was door Peter & Gordon zelf geschreven.
Ook zonder de steun van een elpee haalde het nummer de tiende plaats in de Britse Top 50, waarin het elf weken stond genoteerd. In de Billboard Hot 100 haalde het in negen weken notering de twaalfde plaats.
Petula Clark nam een Franse versie op onder de titel Partir, il nous faut.
In 1971 is het nummer samen met achttien andere liedjes die Lennon en McCartney hadden geschreven, maar niet zelf uitgebracht, opgenomen op een album The Songs Lennon and McCartney Gave Away.